# Olaf Inge Rønning
Olaf Inge Rønning (o Roenning, Ronning) ( 1924 -) es un fitogeógrafo, botánico, y briólogo noruego.

## Algunas publicaciones
- 1952. Om sphagnum-artenes utbredelse i Nordland og Troms (La distribución de especies de Sphagnum en Nordland y Troms)
- 1963. Phytogeographical problems in Svalbard. 9 pp.

### Libros
- 1956. Draba crassifolia in Scandinavia. Nº 11 de Acta borealia: Scientia. 20 pp.
- 1958. Studies in Sphagnum molle Sull. and related forms. Nº 14 de Acta borealia: Scientia. 24 pp.
- 1959. The vascular flora of Bear Island: Results of Tromsø Museum's biological Svalbardexpeditions 1957 and 1958. Nº 15 de Acta Borealia. A. Scientia. 53 pp.
- 1959. Noen høydegrenser for planter på Spitsbergen (Algunos de los límites de altura para las plantas en Spitsbergen). 60 pp.
- 1961. Some new contributions to the flora of Svalbard. Nº 124 de Skrifter (Norsk polarinstitutt). 20 pp.
- 1961. The spitzbergen species of Colpodium Trin., Pleuropogon R.Br. and Puccinellia Parl. Det Kgl. Norske Videnskabers Selskab Skrifter. 50 pp.
- 1965. Studies in Dryadion of Svalbard. Nº 134 de Skrifter (Norsk polarinstitutt). 52 pp.
- øyvind Søyland, o. inge Rønning, bjørn olav Stavn. 1995. Høvel for laftetømmer (Registros de maderas). 54 pp.
- 1972. The distribution of the vascular cryptogams and monocotyledons in Svalbard. Nº 24 de Skrifter (Kongelige Norske videnskabers selskab). Ed. Universitetsforlaget. 62 pp. ISBN 8200088820
- karl Baadsvik, olav Gjærevoll, olaf i. Rønning. 1977. Menneske og miljø (El Humano y el Ambiente). Ed. Folkets brevskole. 98 pp.
- 1996. The flora of Svalbard. Ed. Norsk polarinstitutt. 184 pp. ISBN 8276661009
- olav Gjærevoll, olaf inge Rønning. 1999. Flowers of Svalbard. 2ª ed. de Tapir Academic Press. 121 pp. ISBN 8251915295en línea
- --------, --------. 1999. Svalbardblomster (Flora de Svalbard). Ed. Tapir. 121 pp.
- La abreviatura «Rønning o Ronning» se emplea para indicar a Olaf Inge Rønning como autoridad en la descripción y clasificación científica de los vegetales.[1]